# 板取村
板取村（いたどりむら）は、岐阜県武儀郡にあった村である。アジサイの村として知られた。
2005年2月7日に武儀郡内の他5町村とともに関市と合併した。

## 概要
岐阜県北西部に位置し、福井県に接する。標高1,000m前後の山々に囲まれ、面積の99%を山林が占める山村である。
村民の6割以上は長屋姓であり、村議会議員選挙の際には立候補者全員が長屋姓であったこともある。板取村としての最後の村議会議員選挙には定数12に対し、立候補した14人中13人が長屋姓だった。
1960年代には板取川ダムの開発計画があったが、村民多数の反対により撤回されている。1990年代に入ると中部電力による揚水式ダム・奥美濃水力発電所計画が進められ、2001年（平成13年）には上ダムが完成。しかし、電力需要の後退により2003年（平成15年）に下ダムの計画が凍結される。その後の公共工事の発注低下と市町村合併により村民の流出が続き、地域活力の低下が懸念されている。
1970年代後半から主要産業である縫製業・林業の衰退に伴い「光と水と緑の大地 板取スイス村」をキャッチフレーズに、観光業の振興を図り、キャンプ場開発・イベントの開催に力を入れていた。村のPRのために1976年(昭和51年）には当時の村長・長屋実の発案により岐阜県初となるラッピングバス「リス号」「バンビ号」を岐阜バス板取線に就航させている。

## 地理
村北部に広がる両白山地を水源とする川浦谷・滝波谷などの清流を集めた板取川が、村内の中央部をV字谷をつくって南流する。村内の全域が板取川の流域であり、集落は川沿いの狭い平坦地に点在している。村内は大字はなく、通称として南から板取川沿いに白谷(白谷地区)、老洞、加部、生老、松谷、門出北、門出南(中央地区)、上ケ瀬、岩本(岩上地区)、九蔵、松場、中切、野口(中切地区)、田口、保木口、杉原(三友地区)、杉島、島口、門原、三洞(ニ共地区)となっており板取村の次に番地がくる。
→板取村○○番地
- 山：蕪山、高賀山、滝波山、笹畑山、平家岳
- 河川：板取川、川浦谷川、門原川、西ヶ洞谷川

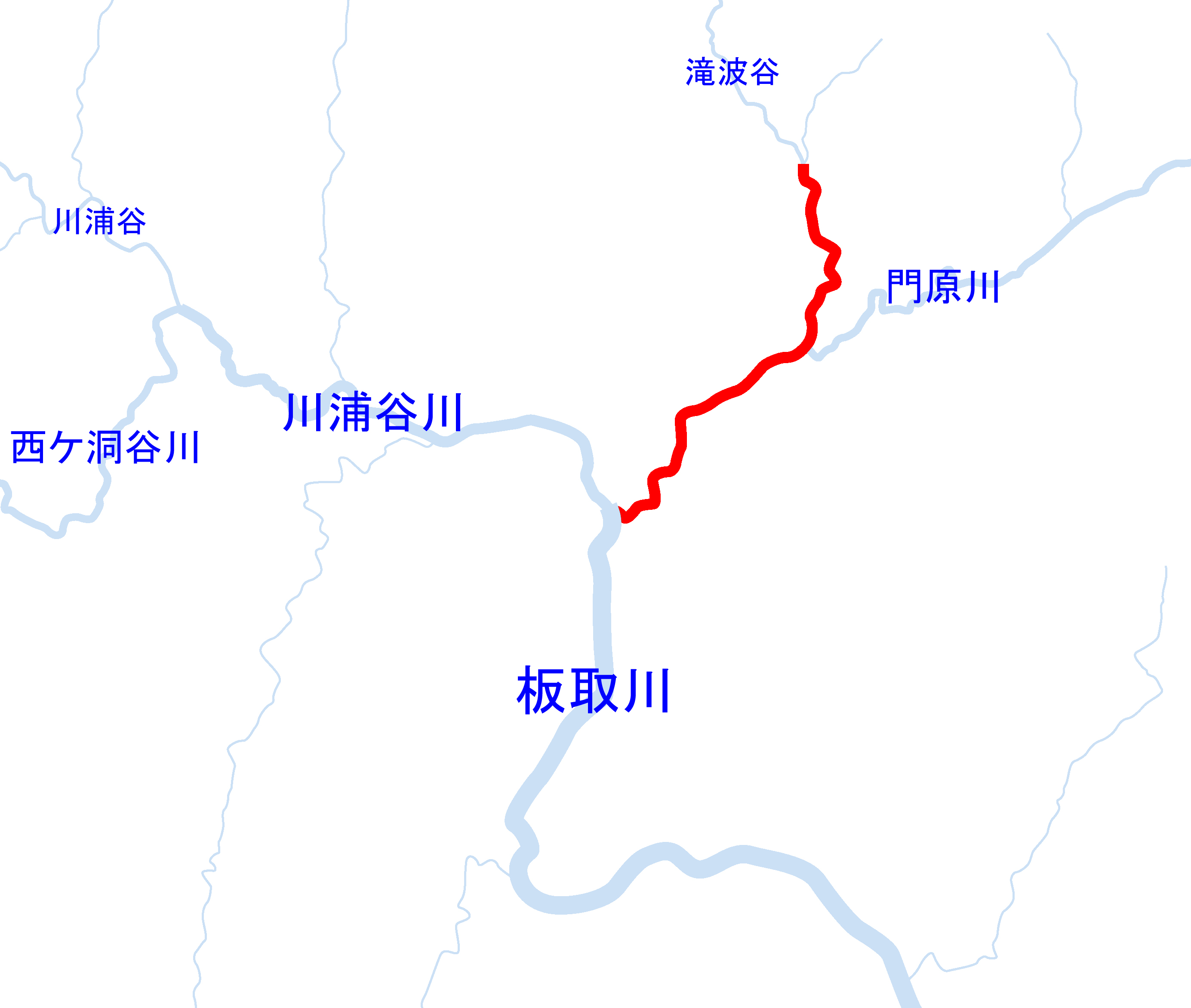
旧板取村中央部。赤線区間の河川は名称に異説がある区間。（地元では門原川として川浦谷川合流点に至る。板取川#最上流部についてを参照）

- ダム：川浦ダム

### 隣接していた自治体
- 岐阜県
  - 郡上市
  - 本巣市
  - 山県市
  - 武儀郡 洞戸村
- 福井県
  - 大野郡和泉村

## 歴史

### 沿革
- 1889年（明治22年）7月1日 町村制施行により板取村が成立
- 2005年（平成17年）2月7日 板取村・上之保村・洞戸村・武儀町・武芸川町が関市に編入される

## 行政
- 村長：長屋勝司（1993年10月22日 - 2005年2月7日）

## 姉妹都市

### 国内
- 朝日村（岐阜県）

### 海外
- ノースポール(North Pole, Alaska)（アメリカ合衆国、アラスカ州）

## 教育

### 中学校
- 板取中学校(統合により廃校。現・関市立板取川中学校)

### 小学校
- 板取小学校(へき地2級に指定[2])

### 2005年以前に廃校となった学校
- 板取村立板取中学校白谷分校（1962年廃校）
- 板取村立板取中学校島口分校（1962年廃校）
- 板取村立板取中学校門出分校（1962年廃校）
- 板取村立白谷小学校（1968年廃校）
- 板取村立岩本小学校（1970年廃校）
- 板取村立中切小学校（1978年廃校）
- 板取村立島口小学校（1978年廃校）
- 板取村立保木口小学校（1980年廃校）
- 板取村立板取第一小学校（1997年廃校）
- 板取村立板取北小学校（1997年廃校）

## 交通
- JR岐阜駅、名鉄岐阜駅からの岐阜バス板取線または、美濃市からの岐阜バス牧谷線（洞戸キウイプラザで乗り継ぎ）、関市役所からの関市内巡回バス（コミュニティバス）がある。

### 鉄道
- 村内に鉄道路線なし

なお、長良川鉄道越美南線の湯の洞温泉口駅は1926年〜1956年にかけて板取口駅を称していた。この駅から板取村中心部へは車で30分以上を要する。

### 道路
主要道路は岐阜市からの国道256号線または、美濃市からの県道81号線。奥美濃水力発電所開発計画に伴うタラガトンネルの開通により国道256号線の通年での通行が可能となり郡上市八幡町のルートが確立された。
福井県と隣接しているが、連絡道路はない。
高速道路
- 村内に高速道路はなし。

一般国道
- 国道256号

主要地方道
- 岐阜県道52号白鳥板取線

一般県道
- 村内に一般県道はなし。

## 名所・旧跡・観光スポット
1970年代後半から主要産業である縫製業・林業の衰退に伴い「光と水と緑の大地 板取スイス村」をキャッチフレーズに、観光業の振興を図った。現在、板取地域内の公設の建造物にスイス風の建築様式が多いのはこのためである。また、キャンプ場開発・イベントの開催に力を入れ、村内の街道沿いにアジサイを植える「アジサイ運動」を展開して、1990年代までに10万本の植栽を行った。
- 川浦渓谷
- 株杉
- 根道神社の池（通称：モネの池）
- 板取街道（別名：アジサイロード・日本の道100選）
- 21世紀の森公園
- 板取スイス村（岐阜バス停留所）
- 板取川温泉
- 神明温泉